# ایمان اکبری
ایمان اکبری (زادهٔ ۶ فروردین ۱۳۷۸) بازیکن فوتبال اهل ایران است که در پست هافبک برای باشگاه فوتبال شمس‌آذر در لیگ برتر خلیج فارس بازی می‌کند. وی سابقه دعوت شدن به تیم ملی فوتبال امید ایران را دارد.

## دوران باشگاهی
وی سابقه بازی در تیم های پدیده ساری، خونه‌به‌خونه، بادران، پیکان و شمس آذر قزوین را نیز دارد.